# یون‌پیونگ

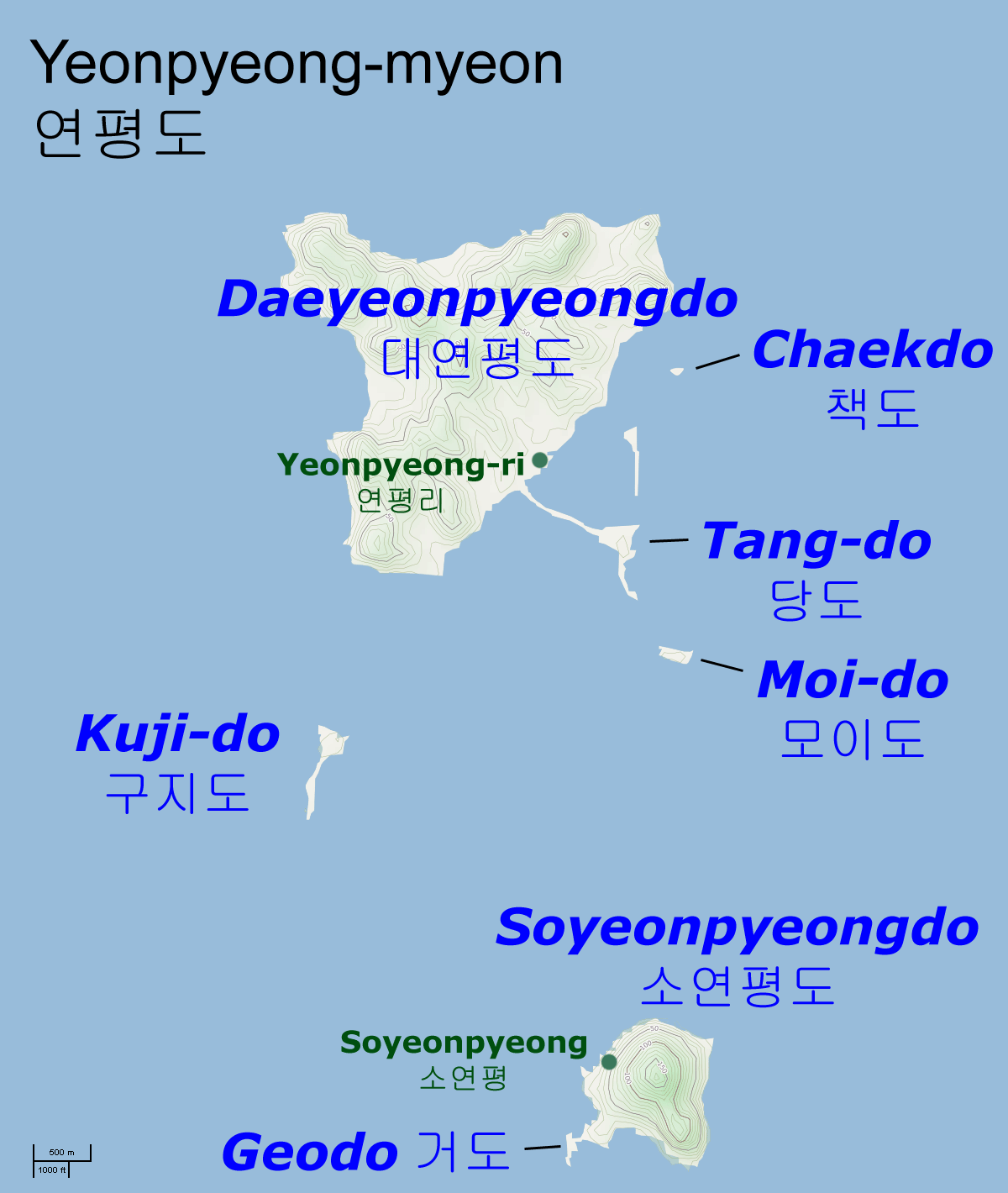
نقشه جزایر یون‌پیونگ

جزیره یون‌پیونگ یا یون‌پیونگدو (به کره‌ای: 연평도) عنوان گروهی از جزایر متعلق به کره جنوبی در دریای زرد است. یون‌پیونگ در حدود ۸۰ کیلومتری غرب اینچئون و ۱۲ کیلومتری جنوب کرانه استان هوانگ‌هائه کره شمالی قرار دارد.
جزیره اصلی این گروه، دائه‌یون‌پیونگدو (جزیره یون‌پیونگ بزرگ) است که برای سهولت همان جزیره یون‌پیونگ نامیده می‌شود. دائه‌یون‌پیونگدو دارای مساحتی برابر با ۷٫۰۱ کیلومتر مربع و جمعیتی حدود ۱٬۳۰۰ نفر است. جمعیت عمده جزیره در یون‌پیونگ -ری مرکز جزیره سکونت دارند که لنگرگاه فِری (کشتی ترابر، به‌عنوان پل ارتباطی با کشور) نیز است.
دیگر جزیره مسکونی، سویون‌پیونگ (جزیره یون‌پیونگ کوچک) نام دارد که دارای جمعیتی کم و مساحتی برابر با ۰٫۲۴ کیلومتر مربع است. چندین جزایر کوچک دیگر نیز وجود دارند که مابقی گروه را شامل می‌شوند.
این گروه از جزیره‌ها یون‌پیونگ-میون را تشکیل می‌دهند که یکی از توابع شهرستان اونگجین، اینچئون کره جنوبی به‌شمار می‌رود.
جزیره یون‌پیونگ به خاطر کوموری (kumouuri)، نوعی ادویه مخصوص خرچنگ شهرت دارد.

## مناقشات مرزی
یون‌پیونگ در نزدیکی «خط مرزی شمالی» جای گرفته که فقط ۱۲ کیلومتر از خط ساحلی کره شمالی فاصله دارد. بر پایه توافق‌نامه ۱۹۵۳ که به جنگ کره پایان داد، تعیین شده که پنج جزیره شامل یون‌پیونگ تحت کنترل کره جنوبی باقی بمانند. متعاقباً کره شمالی نیز مرزهای دریایی غربی اعلام‌شده از سوی سازمان ملل را برای سال‌های زیادی رعایت می‌کرد. تا اینکه در میانه دهه ۱۹۹۰ کره شمالی مرزهای دریایی غربی موسوم به «خط مرزی شمالی» (NLL) را مورد تردید قرار داد. حکومت این کشور مدعی یک مرز جنوبی دورتر شد که میدان‌های ماهی‌گیری ارزشمندی را دربرداشت. (هرچند مرز مورد نظر، پیرامون جزایر متعلق به کره جنوبی مانند یون‌پیونگ را در برمی‌گرفت)
در ۲۳ نوامبر ۲۰۱۰ کره شمالی یون‌پیونگ را بمباران کرد. در این حمله، کره شمالی چندین گلوله توپ را به سوی یون‌پیونگ -ری و نواحی اطرف آن شلیک کرد. این شلیک‌ها، واکنش ارتش همسایه جنوبی را در پی داشت. این تبادل آتش بعد از پایان جنگ بین دو کره در ۱۹۵۰ در نوع خود جدی‌ترین مناقشه تلقی شد.